# Spirama bilobata
Spirama bilobata är en fjärilsart som beskrevs av Embrik Strand 1914. Spirama bilobata ingår i släktet Spirama och familjen nattflyn. Inga underarter finns listade i Catalogue of Life.